# Nothing (Meshuggah)
Nothing è il quarto album in studio del gruppo musicale svedese Meshuggah, pubblicato il 6 agosto 2002 dalla Nuclear Blast.

## Descrizione
Nothing è considerato il primo album di genere musicale mescolato tra progressive metal, math rock e groove metal, meglio noto come djent, di cui il gruppo è spesso considerato come il precursore.

## Promozione
L'album è uscito nell'estate del 2002, venendo ripubblicato il 31 ottobre 2006 in una versione remix nella quale sono stati registrati nuovamente i riff di chitarra sostituendo alle chitarre a sette corde le nuove Ibanez a otto corde; tale versione presenta anche un DVD con alcuni video e registrazioni dal vivo.
Per la promozione di Nothing il gruppo ha girato due videoclip per il brano Rational Gaze: uno ufficiale e un altro amatoriale. Quest'ultimo è stato realizzato unicamente dal cantante Jens Kidman, in cui si registra da solo mentre imita e mette in ridicolo gli altri componenti della band. La versione amatoriale del video, denominata Mr. Kidman Delirium Version, è disponibile nel DVD contenuto nella versione remix dell'album.

## Tracce
1. Stengah – 5:38
2. Rational Gaze – 5:04
3. Perpetual Black Second – 4:39
4. Closed Eye Visuals – 7:26
5. Glints Collide – 4:56
6. Organic Shadows – 5:08
7. Straws Pulled at Random – 5:10
8. Spasm – 4:15
9. Nebulous – 7:07
10. Obsidian – 4:20

## Formazione
- Jens Kidman – voce
- Fredrik Thordendal – chitarra solista, basso
- Mårten Hagström – chitarra ritmica, basso
- Tomas Haake – batteria, voce parlata (tracce 4, 8 e 9)